# Empoasca longibrachiata
Empoasca longibrachiata är en insektsart som beskrevs av Rowland Southern 1982. Empoasca longibrachiata ingår i släktet Empoasca och familjen dvärgstritar. Inga underarter finns listade i Catalogue of Life.